# Perizoma decolorata
Perizoma decolorata är en fjärilsart som beskrevs av Jacob Hübner 1796/99. Perizoma decolorata ingår i släktet Perizoma och familjen mätare. Inga underarter finns listade i Catalogue of Life.